# Prêmio Mar Alemanha
O Prêmio Mar Alemanha (em alemão:  Deutsche Meerespreis) concedida em conjunto pelo GEOMAR Helmholtz-Zentrum für Ozeanforschung Kiel e o Deutsche Bank sob os auspícios do ministro-presidente do estado alemão de Schleswig-Holstein. É dotado com 10.000 euros, concedido desde 2009 a pessoas "que merecem reconhecimento por um engajamento especial para a preservação, proteção ou transmissão de conhecimentos acerca e sobre os mares.
O Deutsche Meerespreis integrou o Elisabeth-Mann-Borgese-Meerespreis, concedido de 2006 a 2009 pelo governo do estado de Schleswig-Holstein com semelhante objetivo. O Elisabeth-Mann-Borgese-Meerespreis constava de um prêmio científico dotado com 20.000 euros e também de um prêmio de honra sem dotação monetária para engajamento político e social para a conservação e proteção dos mares. Foi denominado em memória da ecologista Elisabeth Mann Borgese, uma filha de Thomas Mann.

## Recipientes

### Elisabeth-Mann-Borgese-Meerespreis
- 2006 Erwin Suess
0000Prêmio de honra: Klaus Töpfer
- 2007 Boris Worm (* 1969)
0000Prêmio de honra: Biliana Cicin-Sain
- 2009 Joseph Borġ (* 1952)
0000Frank Schätzing (* 1957)
0000 Hans Hass (1919–2013)

### Deutscher Meerespreis
- 2009 Mojib Latif
- 2010 Karin Lochte
- 2011 Frank Schätzing
- 2012 José Maria Neves
- 2013 Ranga Yogeshwar
- 2015 Nicholas Sloane
- 2016 Alberto II de Mônaco